# Edgar P. Jacobs
Edgar P. Jacobs, pseudonimo di Edgard Félix Pierre Jacobs (Bruxelles, 30 marzo 1904 – Lasne, 20 febbraio 1987), è stato un fumettista belga, creatore della serie Blake e Mortimer.
Collaboratore di Hergé, a sua volta creatore di Tintin, è, nell'ambito della letteratura disegnata, tra gli autori legati allo stile detto ligne claire (linea chiara).

## Biografia
Dopo aver lavorato come comparsa e baritono tra il 1917 e il 1940, Jacobs decise di dedicarsi al disegno collaborando al settimanale Bravo, qui introdotto dall'amico Jacques Laudy, fino al 1946. Dopo l'entrata in guerra degli Stati Uniti, non essendo più possibile ricevere le tavole di Flash Gordon di Alex Raymond pubblicate dalla rivista, a Jacobs, nel 1942, fu affidato il compito di terminare la serie statunitense. Riuscì ad imitare alla perfezione lo stile di Raymond tanto che i lettori non si resero conto dell'inganno benché l'autore belga avesse apposto la sua firma. Ben presto l'occupante tedesco proibì la pubblicazione della serie e Jacobs dovette abbandonare l'incarico. Su proposta di Bravo realizzò il suo primo fumetto, Il Raggio U (Le Rayon U), serie di fantascienza ispirata a Flash Gordon che uscì sulla rivista nel febbraio del 1943. Si ritrovano personaggi con le stesse caratteristiche (il militare gentile, lo scienziato buono, il traditore al servizio dei malvagi militari), che saranno mantenute per tutta la sua produzione.
Nel 1941, Jacobs conobbe e divenne amico di Hergé. Lavorò con lui al rimaneggiamento degli albi Tintin in Congo (Tintin au Congo), Tintin in America (Tintin en Amérique), Lo Scettro d'Ottokar (Le Sceptre d'Ottokar) e Il Drago Blu (Le Lotus bleu) nel 1943 quindi, l'anno successivo, collaborò a Le 7 Sfere di cristallo (Les 7 Boules de cristal) e a  Il Tempio del sole (Le Temple du Soleil). Furono apportate correzioni, modifiche al formato, furono ridisegnate certe strisce e colorati gli albi in bianco e nero.
Nel 1946 entrò a far parte del gruppo del nuovo Journal de Tintin che pubblicò il 26 settembre, nel primo numero dell'edizione belga, un suo fumetto Il segreto dell'Espadon (Le secret de l'Espadon), primo della serie Blake et Mortimer, a tavole settimanali in quarta di copertina e La guerra dei mondi dal romanzo di fantascienza di H. G. Wells.
Nel 1947 cessò la sua collaborazione con Hergé per consacrarsi ai suoi eroi pur continuando a lavorare per il settimanale. Il mistero della grande piramide (Le mystère de la grande pyramide) uscì nel 1950 e nel 1953 fu la volta di un suo albo diventato leggendario, Il marchio giallo (La marque jaune). Seguiranno L'enigma di Atlantide (L'énigme de l'Atlantide) nel 1955, S.O.S. meteore (S.O.S. Météores) nel 1958, La diabolica trappola (Le piège diabolique) nel 1960, Il caso del collier (L'affaire du collier) nel 1965.
Nel 1971 Tintin pubblicò il primo episodio della nuova serie Le 3 formule del professor Sato (Les 3 formules du professeur Satō). Solo nel 1990 uscirà postumo il secondo episodio completamente disegnato da Bob de Moor seguendo fedelmente le indicazioni della sceneggiatura di Jacobs.
Nel 1981 Edgar P. Jacobs diede alle stampe le sue memorie dal titolo Un opéra de papier, Les mémoires de Blake et Mortimer e il 23 dicembre 1983, creò la Fondation Edgard P. Jacobs il cui presidente è Philippe Biermé.
Dopo la morte di Jacobs, le avventure di Blake et Mortimer proseguiranno e nella realizzazione dei nuovi albi si cimenteranno Van Hamme e Ted Benoit, autori dei due episodi Il caso Francis Blake (L'Affaire Francis Blake, 1996) e Lo strano appuntamento (Un étrange rendez-vous, 2001), e Yves Sente e André Juillard, autori di La macchinazione Voronov (La Machination Voronov, 1999) e I sarcofagi del sesto continente (Les Sarcophages du 6e continent), pubblicato in due tomi: tomo 1 Minaccia Universale 2003, tomo 2 Il duello degli spiriti 2004.

## Opere

### Blake e Mortimer
- Il segreto dell'Espadon (Le secret de l'Espadon; 1946 – La versione originale era divisa in due episodi e al momento della fondazione delle Édition Blake et Mortimer, l'albo fu ristampato dal 1984 al 1986 in tre tomi: L'Incredibile inseguimento, L'evasione di Mortimer e SX 1 al contrattacco)
- Il mistero della grande piramide (Le mystère de la grande pyramide; 1950 - diviso in due episodi: Il papiro di Manethon - La camera di Horus)
- Il marchio giallo (La marque jaune; 1953)
- L'enigma di Atlantide (L'énigme de l'Atlantide; 1955)
- S.O.S. meteore (S.O.S. Météores; 1958)
- La trappola diabolica (Le piège diabolique; 1960)
- Il caso del collier  (L'affaire du collier; 1965)
- Le 3 formule del professor Sato (Les 3 formules du professeur Satō; 1971) pubblicato in due tomi: Mortimer a Tokyo - Mortimer contro Mortimer

### Altre opere
- Il raggio U (Le Rayon U)
- La guerra dei mondi, da Herbert George Wells.
- Un opéra de papier, Les mémoires de Blake et Mortimer, autobiografia edita da Éd. Gallimard nel 1981.
- Dalle sue ricerche per Il mistero della grande piramide nascerà la passione per l'egittologia e l'archeologia che lo porterà a pubblicare:
  - Le trésor de Toutankhamon, storia in 4 tavole uscita l'8 dicembre 1964 sul numero 49 dell'edizione belga di Tintin, sulla scoperta della tomba di Tutankhamon ad opera di Howard Carter e Lord Carnarvon.
  - A la recherche de Toutankhamon di Youssef Francis per le Édition Blake et Mortimer (Dargaud 1988) con illustrazioni di René Follet e fotografie di Philippe Biermé.
- Sceneggiatore (con Hergé):
  - Tom Colby - Le Canyon Mystérieux, coll. Document n°1, ed. Magic Strip (diffusione Futuropolis), 1979 -(Disegni di Paul Cuvelier che sviluppò la sceneggiatura da una sinossi e da una tavola di Olav, pseudonimo comune di Jacobs e Hergé).

## Riconoscimenti
Nel 1971 a Jacobs fu conferito il primo Grand Prix Saint-Michel del Club des Amis de la Bande Dessinée (C.A.B.D.) alla Fiera del libro di Bruxelles.

## Curiosità
Edgard Pierre Jacobs aiutò Hergé nella realizzazione della seconda versione de I sigari del Faraone (Les Cigares du pharaon). Apparve anche nell'albo e sulla copertina nella persona di E.P. Jacobini (pagina 8, vignetta 1), il 14o egittologo mummificato avendo "violato la tomba del Faraone Kih-Oskh".
Lo si vede pure con la sua cravatta a farfalla in Le sette sfere di cristallo, quando il capitano Haddock, colpito da una vera e propria valanga di "oggetti di scena", barcolla su di un palco teatrale.
Ne Lo Scettro di Ottokar vi appare in grande uniforme di corazziere insieme a Hergé (pagine 38 e 59) e di altri membri dello studio.
È pure presente in Obiettivo Luna, davanti ad una tavola da disegno (pagina 40) al centro di ricerca di Sbrodj.